# Isaac Brock (musicien)
 (août 2024).
La mise en forme du texte ne suit pas les recommandations de Wikipédia : il faut le « wikifier ».
Les points d'amélioration suivants sont les cas les plus fréquents :
- Les titres sont pré-formatés par le logiciel. Ils ne sont ni en capitales, ni en gras.
- Le texte ne doit pas être écrit en capitales (les noms de famille non plus), ni en gras, ni en italique, ni en « petit »…
- Le gras n'est utilisé que pour surligner le titre de l'article dans l'introduction, une seule fois.
- L'italique est rarement utilisé : mots en langue étrangère, titres d'œuvres, noms de bateaux, etc.
- Les citations ne sont pas en italique mais en corps de texte normal. Elles sont entourées par des guillemets français : « et ».
- Les listes à puces sont à éviter, des paragraphes rédigés étant largement préférés. Les tableaux sont à réserver à la présentation de données structurées (résultats, etc.).
- Les appels de note de bas de page (petits chiffres en exposant, introduits par l'outil «  Source ») sont à placer entre la fin de phrase et le point final[comme ça].
- Les liens internes (vers d'autres articles de Wikipédia) sont à choisir avec parcimonie. Créez des liens vers des articles approfondissant le sujet. Les termes génériques sans rapport avec le sujet sont à éviter, ainsi que les répétitions de liens vers un même terme.
- Les liens externes sont à placer uniquement dans une section « Liens externes », à la fin de l'article. Ces liens sont à choisir avec parcimonie suivant les règles définies. Si un lien sert de source à l'article, son insertion dans le texte est à faire par les notes de bas de page.
- La présentation des références doit suivre les conventions bibliographiques. Il est recommandé d'utiliser les modèles {{Ouvrage}}, {{Chapitre}}, {{Article}}, {{Lien web}} et/ou {{Bibliographie}}. Le mode d'édition visuel peut mettre en forme automatiquement les références.
- Insérer une infobox (cadre d'informations à droite) n'est pas obligatoire pour parachever la mise en page.

Pour une aide détaillée, merci de consulter Aide:Wikification.
Si vous pensez que ces points ont été résolus, vous pouvez retirer ce bandeau et améliorer la mise en forme d'un autre article.
Pour les articles homonymes, voir Isaac Brock et Brock.
Isaac Kristofer Brock (né le 9 juillet 1975) est un musicien et auteur-compositeur-interprète américain. Il est le chanteur principal, le compositeur principal, le guitariste et le seul membre constant du groupe de rock indépendant Modest Mouse, ainsi que de son groupe parallèle, Ugly Casanova.
En tant qu'auteur-compositeur, Brock est connu pour ses jeux de mots et son utilisation fréquente de métaphores, de paroles philosophiques, de thèmes de modes de vie ruraux authentiques, et de phrases et dictons couramment utilisés du début au milieu du 20e siècle et dans les environnements cols bleus,. Brock est le seul membre fondateur de Modest Mouse à toujours faire partie du groupe et le seul membre à apparaître sur tous ses albums studio.

## Biographie

### Jeunesse
Brock est né à Helena, Montana. Pendant son enfance, il a vécu avec sa mère et sa sœur dans le Montana et l'Oregon dans des communes et des églises hippies avant de déménager à Issaquah, Washington à l'âge de 11 ans. Brock a été scolarisé à domicile au début de sa scolarité. Lorsque la maison de sa mère a été inondée trois fois, elle a été obligée d'emménager dans la caravane de son futur mari. Brock a demandé à rester dans sa propre chambre jusqu'à ce que la nouvelle maison soit terminée. Il a vécu dans la maison inondée jusqu'à ce que la maison soit vendue. Après avoir vécu un court moment dans le sous-sol d'un ami, il a emménagé dans le « Shed » construit sur le terrain à côté de la caravane de sa mère et de son beau-père.
En tant que jeune garçon, il a été élevé dans une secte religieuse chrétienne appelée la Grace Gospel Church. Il a déclaré à un journaliste du « The Guardian » qu'on lui avait demandé de parler en langues quand il avait six ans : « Je n'ai pas senti l'esprit du putain de Seigneur me traverser », dit-il. « Je me sentais vraiment mal à l'aise. Je me suis demandé : "Quelle est la meilleure façon de mettre fin à ça ?" Alors j'ai copié quelques mots de Mary Poppins et je les ai dits rapidement, et les diacres ont dit : « Ouais, d'accord ! »
En 1992, alors qu'il avait seize ans, Brock a déménagé à Washington, D.C. pour l'été où il a rencontré sa petite amie. Brock a fait des allers-retours entre la côte Est et Issaquah dans l'État de Washington où il a suivi un cours dans un collège communautaire pour obtenir son diplôme d'études secondaires avant de retourner à D.C., dans l'East Village de New York, puis dans la région de Seattle. C'est là que lui, Eric Judy (basse) et Jeremiah Green (batterie) ont commencé à pratiquer la musique ensemble dans le Shed.

### Vie personnelle

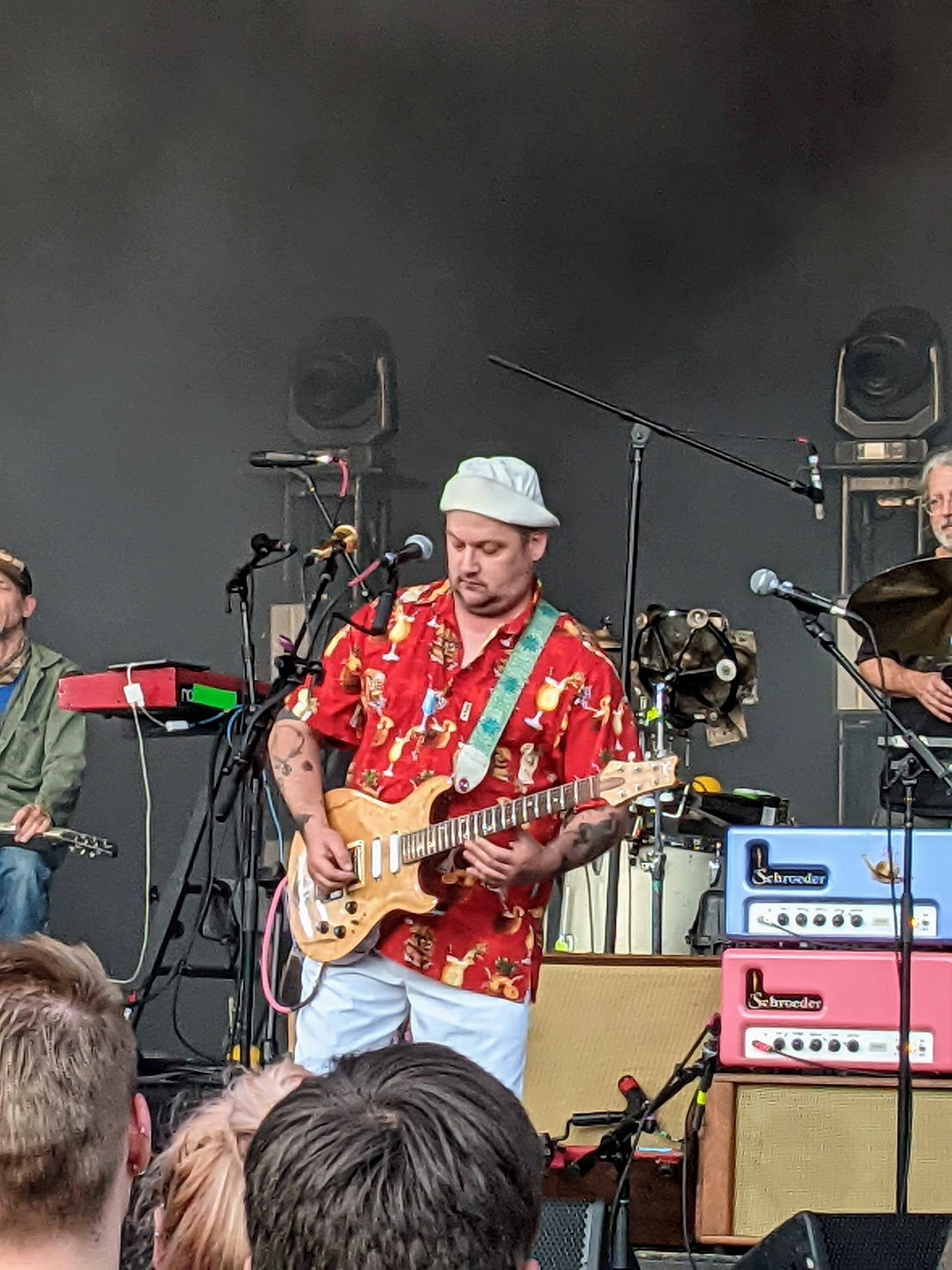
En concert à Pittsburgh, Pennsylvanie avec Modest Mouse en août 2021

Bien que beaucoup de ses chansons utilisent des thèmes religieux, Brock se décrit comme "pas vraiment religieux du tout", ajoutant "je suis à 100 pour cent sur le fait que tout le truc christianisme est un tas de merde, à peu près". Il prétend "jouer avec tout le truc biblique", parce qu'il "a juste des personnages incroyables" et s'identifie également comme "à peu près" athée.
Il a parlé des conduites sous l'emprise de l'alcool qu'il a obtenues et de la façon dont il a coupélui-même sur scène avec un couteau de poche. Ses chansons ont également abordé sa toxicomanie, comme dans « The Good Times Are Killing Me ». Brock admet avoir consommé de la drogue par le passé et dit maintenant que la drogue est « juste quelque chose contre laquelle je dois lutter… J'essaie juste de m'assurer qu'elle n'est pas là, ou que je ne suis pas là. » Dans une interview accordée en 2003 au magazine Salut Les Copains, Brock a expliqué comment sa décision d'arrêter la drogue a été influencée par ses expériences. « ... J'étais allongé dans cette allée, chez Powell's Books, en train de lire un atlas, quand un drogué a trébuché sur moi. » Isaac a déclaré : « Il m'a traité de pédé et a marmonné en s'éloignant. J'ai vu un reflet de moi-même et je ne voulais pas être vu comme ça. »
En 2004, son frère adoptif Ansel Vizcaya a été tué dans une avalanche lors de l'ascension du mont Rainier.
Brock est un ancien A&R du label Sub Pop ; son accomplissement le plus notable avec eux a été la signature de Wolf Parade en 2004.
Brock réside à Portland, dans l'Oregon, dans une maison avec de nombreux animaux empaillés,,. Un portrait de Brock portant des lederhosen et se tenant devant un sanglier géant accroché pendant de nombreuses années dans le bureau du maire de Portland Sam Adams. Il a fait une brève apparition dans la deuxième saison de l'émission de sketchs comiques Portlandia. Son personnage a été montré en train de faire don de disques à une bibliothèque préscolaire.
Après avoir signé Lisa Molinaro sur son label Glacial Pace en 2010, avec son groupe Talkdemonic, le couple s'est rapidement mis en couple. Molinaro a rejoint Modest Mouse en tant que multi-instrumentiste et chanteur en 2011. Ils se sont séparés en 2017.
Il s'est plaint d'être la victime de gang-stalking.
Brock a trois enfants. Son premier enfant est né le 2 février 2002. Selon le magazine High Times publié en novembre 2018, il a également une fille, née en 2018. Dans une autre interview avec une station de radio 102.1 « The Edge », il a été révélé que Brock avait une autre fille née en 2020 ou 2021.
En 2023, Brock était chanteur et musicien invité sur la chanson « We Got to Move » pour l'album « Los Angeles » de Lol Tolhurst, Budgie et Jacknife Lee.

## Équipement
Les principales guitares de Brock sont fabriquées sur mesure par Wicks Guitars. Avant ses customs, Brock utilisait principalement une Westone Corsair XA1420. Il est également connu pour utiliser diverses autres guitares fabriquées par des sociétés telles que Peavey, Fender et Gibson. Ses amplis sont fabriqués sur mesure par Soursound, basés sur un Fender SuperSix, mais sont fortement modifiés.

## Glacial Pace
En octobre 2005, Brock a lancé son propre label appelé Glacial Pace. Le label était autrefois une filiale d'Epic Records, mais il est désormais indépendant. Son premier signataire fut l'auteur-compositeur du Minnesota Mason Jennings, suivi de Love As Laughter, Marcellus Hall, Mimicking Birds, Morning Teleportation, Talkdemonic, Survival Knife, Justin Trosper Nocturnal Habits et Mattress.

## Liens et références externes
- Site officiel de Modest Mouse
- Site officiel de Glacial Pace
- Spin.com "Video Vault: Modest Mouse's Isaac Brock"

- Ressources relatives à la musique :   - AllMusic
  - Discogs
  - MusicBrainz
  - Rate Your Music
- Ressource relative à l'audiovisuel :   - IMDb
- Notices d'autorité :   - VIAF
  - LCCN
  - WorldCat